# Chrysophyllum gonocarpum
Chrysophyllum gonocarpum – gatunek drzew należących do rodziny sączyńcowatych. Występuje na obszarze Ameryki Południowej, głównie Paragwaju i Brazylii.